# Diplectanidae
Diplectanidae este o familie de monogeneeni monopistocotileeni, paraziți pe branhiile peștilor de apă dulce și sărată. Membrii familiei sunt mici, măsurând în jur de 1 mm în lungime. Pe o singură gazdă, aceștia pot fi prezenți în numere mari, chiar de ordinul miilor.

## Istorie
Familia Diplectanidae a fost propusă de parazitologul italian Monticelli în 1903, inițial în calitate de subfamilie numită Diplectaninae. Statutul familiei și al membrilor a fost studiat apoi de diverși oameni de știință, inclusiv Johnston & Tiegs (1922), Price (1937), Bychowsky (1957), Yamaguti (1963), and Oliver (1987).

## Morfologie

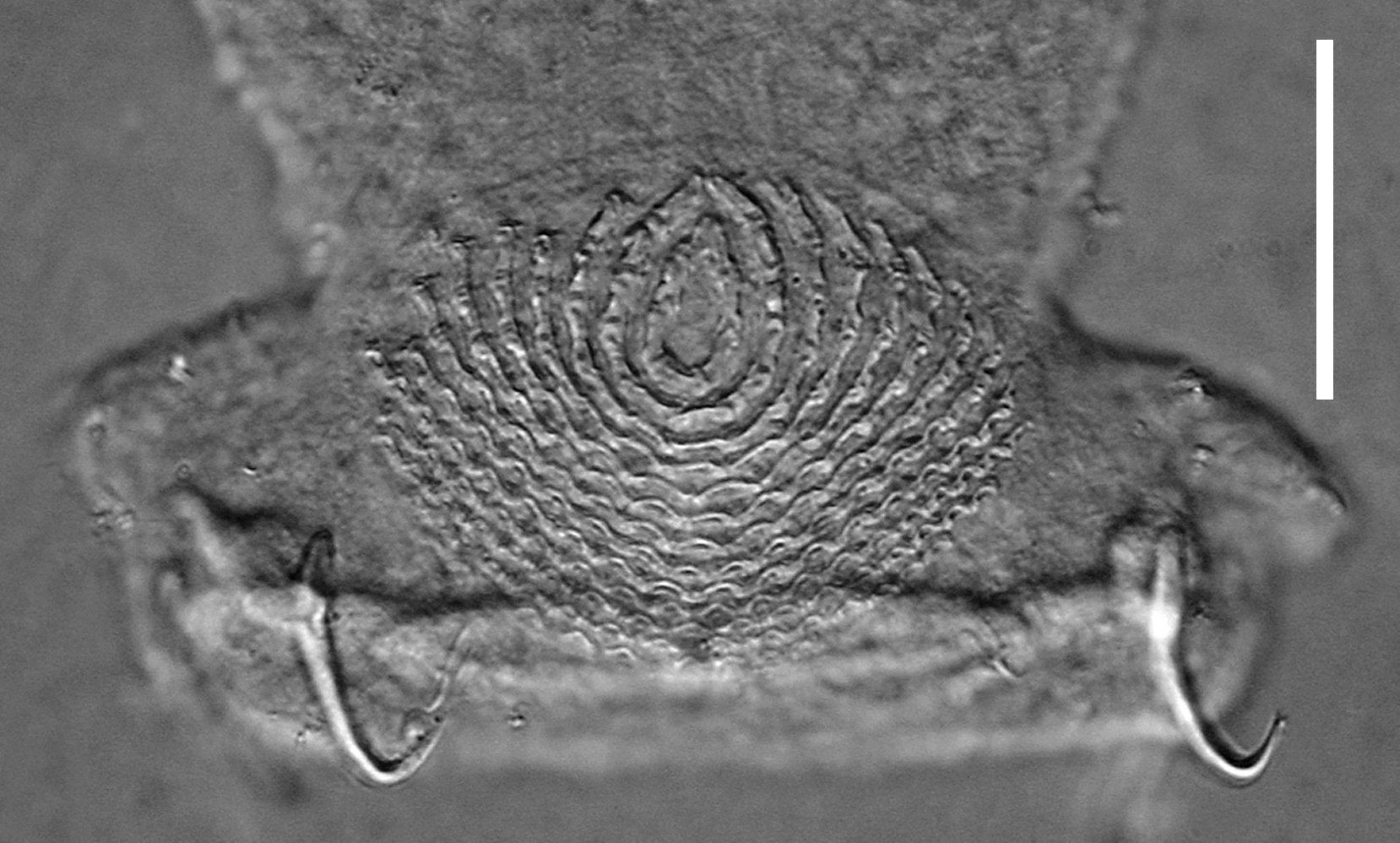
Haptorul lui Pseudorhabdosynochus jeanloui; este visibil un squamodisc, cârlige și bare — scară: 40 µm

Diplectanidele sunt caracterizate de o combinație a următoarelor caracteristici:
- Prezența unor organe adezive accesoare pe partea dorsală și ventrală a haptorului, numite squamodiscuri atunci când sunt compuse din bare și lamelodiscuri atunci când sunt includ lamele;
- Trei bare transversale în haptor: una ventrală, două laterale (dorsale), atașate la două perechi de cârlige (o pereche dorsală, una ventrală);
- Un germariu (ovar) anterior testiculelor, care se înfășoară în jurul cecumului intestinal drept.

## Genuri
Genurile recunoscute în WoRMS  sunt:
- Acanthocercodes Kritsky & Diggles, 2015 [8]
- Acleotrema Johnston & Tiegs, 1922 [9]
- Aetheolabes Boeger & Kritsky, 2009 [10]
- Anoplectanum Boeger, Fehlauer & Marques, 2006 [11]
- Calydiscoides Young, 1969 [12]
- Darwinoplectanum Domingues, Diamanka & Pariselle, 2011 [13]
- Diplectanocotyla Yamaguti, 1953 [14]
- Diplectanum Diesing, 1858 [15]
- Echinoplectanum Justine & Euzet, 2006 [16]
- Furcohaptor Bijukumar & Kearn, 1996 [17]
- Lamellodiscus Johnston & Tiegs, 1922 [9]
- Latericaecum Young, 1969 [12]
- Laticola Yang, Kritsky, Sun, Zhang, Shi & Agrawal, 2006 [18]
- Lepidotrema Johnston & Tiegs, 1922 [9]
- Lobotrema Tripathi, 1959 [19]
- Monoplectanum Young, 1969 [12]
- Murraytrema Price, 1937 [3]
- Murraytrematoides Yamaguti, 1958 [20]
- Nasobranchitrema Yamaguti, 1965 [21]
- Neodiplectanum Mizelle & Blatz, 1941 [22]
- Oliveriplectanum Domingues & Boeger, 2008 [23]
- Paradiplectanum Domingues & Boeger, 2008 [23]
- Protolamellodiscus Oliver, 1969 [24]
- Pseudodiplectanum Tripathi, 1955 [25]
- Pseudolamellodiscus Yamaguti, 1953 [14][26]
- Pseudomurraytrematoides Domingues & Boeger, 2008 [23]
- Pseudorhabdosynochus Yamaguti, 1958 [20]
- Pseudorhamnocercoides Chero, Cruces, Sáez, Iannacone & Luque, 2017 [27]
- Rhabdosynochus Mizelle & Blatz, 1941 [22]
- Rhamnocercoides Luque & Iannacone, 1991 [28]
- Rhamnocercus Monaco, Wood & Mizelle, 1954 [29]
- SinodiplectanotremaZhang in Zhang, Yang & Liu, 2001 [30]
- Spinomatrix Boeger, Fehlauer & Marques, 2006 [11]
- Telegamatrix Ramalingam, 1955 [31]
- Teraplectanum Lim, 2015 [32]